# Sarada Devi
Sarada Devi (Jayrambati, 22 de diciembre de 1853–Calcuta, 20 de julio de 1920), de nombre de nacimiento Saradamani Mukhopadhyaya, fue una importante líder espiritual hindú. Abrió el camino para que futuras generaciones de mujeres hinduistas pudieran asumir la vida monástica como medio y finalidad de vida. De hecho las misiones Sri Sarada Math y Ramakrishna Sarada Mission situadas en Dakshineswar se sustentan sobre estos ideales.
Esposa del también líder místico Ramakrishna de la región de Bengala, participó activamente en el desarrollo del movimiento Ramakrishna, por lo cual es conocida y reverenciada por sus seguidores como Santa Madre (Sri Maa o শ্রীমা), al considerarla como la viva reencarnación de la Madre Divina.

### Nacimiento y parentesco

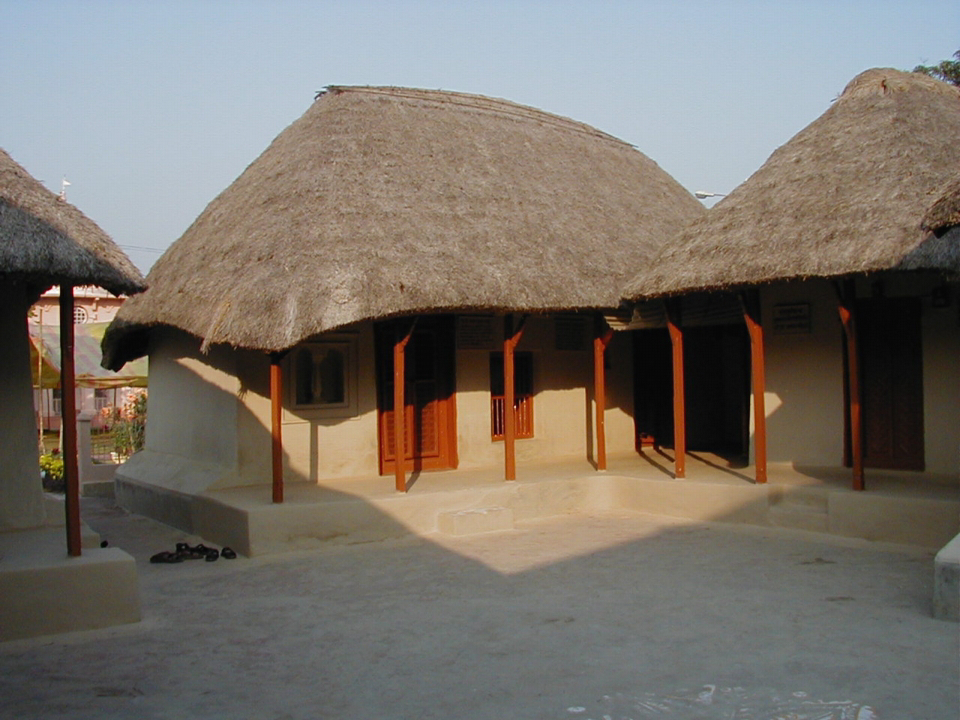
Casa donde vivió Sarada Devi en Jayrambati hasta los dieciocho años.

Saradamani Devi nació en la India el 22 de diciembre de 1853 de padres bramanes en el tranquilo pueblo de Jayrambati en la Bengala Occidental. Fue la hermana mayor. Su padre, Ramchandra, se ganaba la vida como agricultor y del ejercicio de sus deberes sacerdotales. Según la tradición, Ramachandra y Syamasundari tuvieron visiones y acontecimientos sobrenaturales que anunciaban el nacimiento de un ser divino como su hija.
Sarada vivió la vida sencilla de una chica de la Bengala rural decimonónica. De pequeña estaba fascinada por el folclore hindú y las narrativas tradicionales. Igual que la inmensa mayoría de mujeres en el ámbito rural, no recibió ninguna educación formal, pero aprendió a servir a los otros, ya que ayudaba a su madre en las labores domésticas, a administrar su hogar y cuidaba de sus hermanos menores. Durante una terrible hambruna en 1864, Sarada trabajó incesantemente, puesto que su familia repartía comida para la gente hambrienta. Se interesaba por  las figuras de arcilla de las diosas Kali y Laksmí, que adoraba con regularidad. Se dice que empezó a meditar desde la infancia y los relatos tradicionales explican sus visiones y experiencias místicas. Según ella misma, durante la infancia solía ver un grupo de ocho niñas de su edad viniendo de un lugar desconocido y que la acompañaban cuando realizaba los trabajos de la casa.

### Matrimonio

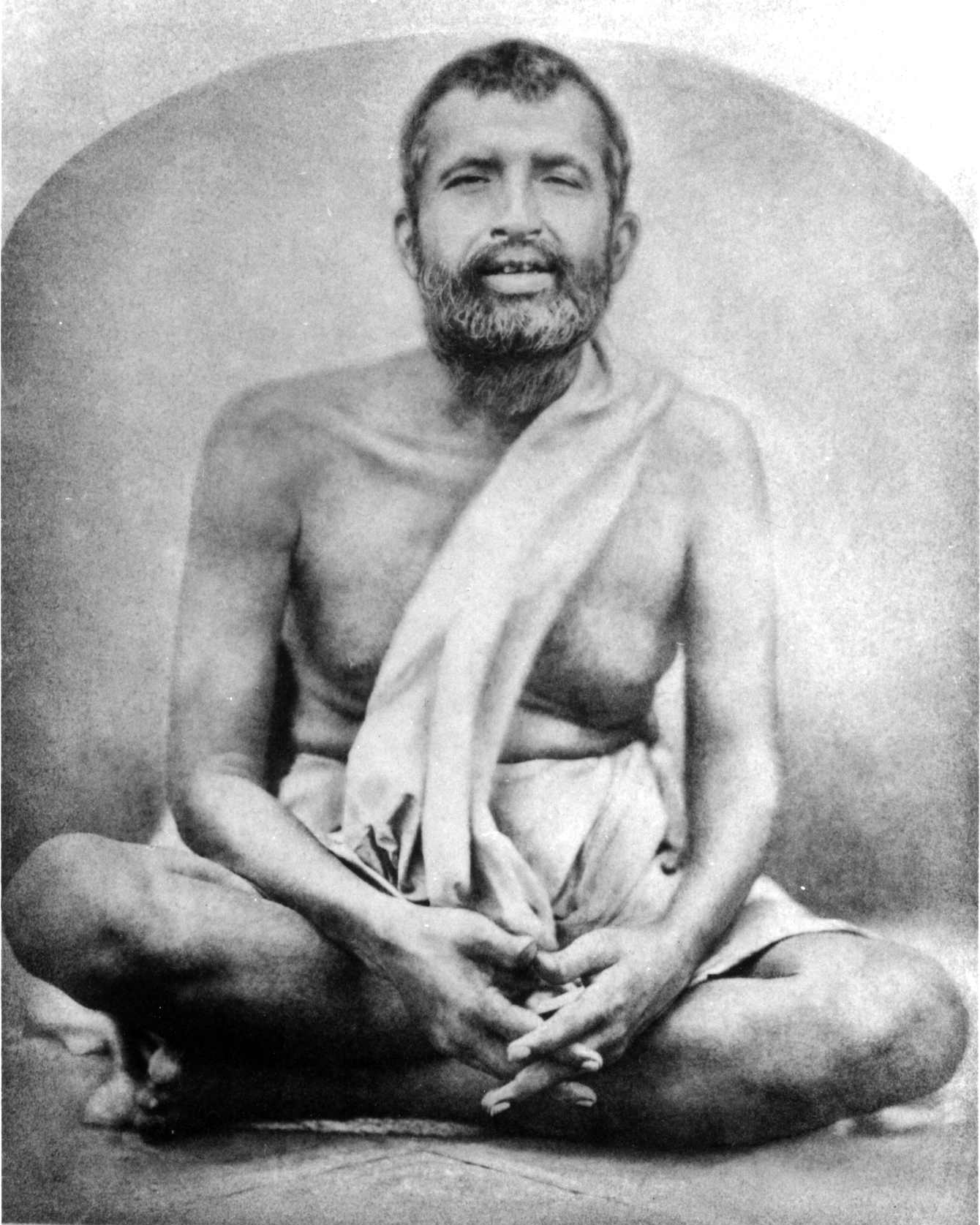
Ramakrishna, marido de Sarada Devi.

En mayo de 1859, Sarada fue prometida con Ramakrishna cuando ella tenía cinco años y Ramakrishna veintitrés. Esta diferencia de edad era típica en la Bengala rural del siglo XIX. Ramakrishna, en aquel momento conocido como Gadadhar Chattopadhayay, era sacerdote del templo de la diosa Kali en Dakshineswar desde 1855. Su madre y hermano creyeron que un matrimonio sería bueno para desviar su atención de la espiritualidad austera y de las  visiones. Se comenta que el mismo Ramakrishna indicó a Sarada como posible esposa.
Después de ser prometida Sarada quedó al cuidado de sus padres y Ramakrishna volvió a Dakshineswar. Sarada conoció a Ramakrishna cuando tenía catorce años y estuvo tres meses con él en Kamarpukur, el pueblo donde nació.  Allí, Ramakrishna la instruyó en la meditación y la vida espiritual.
Los continuados estados de éxtasis de Ramakrishna y sus formas de adoración poco ortodoxas hicieron que la gente dudara de su estabilidad mental, mientras por el contrario otros lo consideraban un gran santo. Sarada se reunió con Ramakrishna en Dakshineswar en 1872 por propia voluntad cuando tenía dieciocho años después de oír los rumores sobre su salud mental. Encontró que Ramakrishna era una persona amable y que se preocupaba por ella.

### En el templo de Kali a Dakshineswar

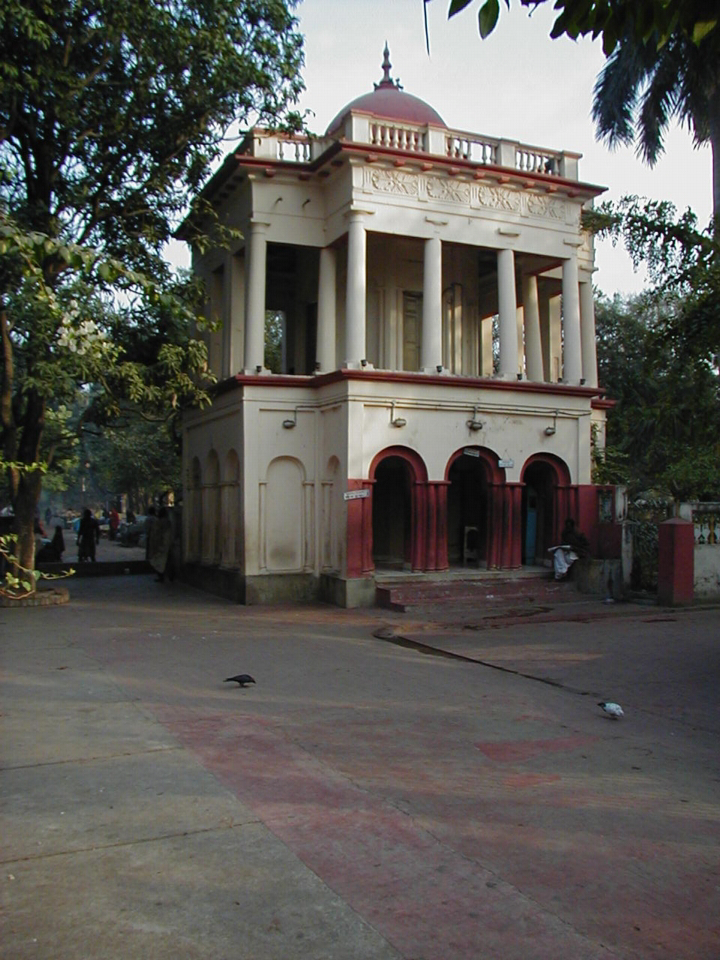
El lado sur del nahabat (torre de música), donde Sarada Devi vivió en una habitación pequeña en la planta baja.

En el templo de Kali en Dakshineswar, Sarada Devi vivió en una pequeña habitación, la nahabat (torre de música). Se quedó en Dakshineswar hasta 1885, exceptuando breves periodos cuando volvía de visita a Jayrambati. En esta época Ramakrishna ya había iniciado la vida monástica sannyasi lo que provocó que el matrimonio nunca se consumara.
Como sacerdote, Ramakrishna realizó una ceremonia ritual, la Puja Shodashi, donde hizo sentar a Sarada Devi en el asiento de la diosa Kali, y la adoró como la madre divina Tripurasundari. Según Swami Saradananda, un discípulo directo de Ramakrishna, Ramakrishna se casó para mostrar al mundo el ideal de un matrimonio asexual. Ramakrishna consideraba a Sarada como una encarnación de la Madre Divina, y se  dirigía a ella como Sree Maa (Madre Sagrada) y fue por este nombre que era conocida entre los discípulos de Ramakrishna.
El día para Sarada empezaba a las tres de la madrugada. Después de acabar sus abluciones en el río Hugli, practicaba japa y meditaba hasta el amanecer. Ramakrishna le enseñó los sagrados mantras, y la instruyó para poder iniciar personas y guiarlas dentro de la vida espiritual. Sarada Devi es considerada por los seguidores de Ramakrishna como la primera discípula. Excepto sus horas de meditación, la mayoría del tiempo cocinaba para Ramakrishna y para sus devotos. A pesar de que Sarada Devi se quedó completamente en un segundo término, su personalidad cálida y sin pretensiones atrajo a algunas mujeres devotas a convertirse en compañeras de su vida ascética.
Cuando Ramakrishna sufrió un cáncer de garganta, Sarada Devi jugó un papel importante con sus curas y la preparación de alimentos adecuados para él. Después de la muerte de Ramakrishna en agosto de 1886, cuando Sarada Devi trató de sacarse las pulseras, tal como dictaban las costumbres para una viuda, tuvo una visión de Ramakrishna en la cual le decía: "No he muerto, he pasado de una habitación a otra." Según ella, cada vez que pensaba vestirse como una viuda, tenía una visión de Ramakrishna pidiéndole que no lo hiciera. Después de la muerte de Ramakrishna, Sarada Devi siguió jugando un papel importante en el naciente movimiento religioso Ramakrishna. Permaneció como guía espiritual del movimiento durante los siguientes 34 años.

### Peregrinaje
Después de la muerte de Ramakrishna, Sarada Devi empezó una peregrinación por el norte del India, acompañada de un grupo de discípulas, entre ellas Lakshmi Didi, Gopal Mi, y algunos discípulos monásticos de Ramakrishna. El grupo visitó el templo de Vishwanath en Benarés dedicado al dios Shiva y la ciudad de Ayodhya, que está asociada a la vida del dios Rama. Posteriormente, visitó Vrindavan, que se asocia al dios Krishna. Según la tradición, en Vrindavan, ella experimentó el nirvikalpa samadhi y empezó a ejercer el rol de gurú. Inició a varios discípulos de Ramakrishna incluyendo Mahendranath Gupta. Según sus biógrafos y discípulos tradicionales, denominarla "Madre" no era solo una expresión de respeto. Todos los que la conocían se daban cuenta de su calidad maternal.

### En Calcuta

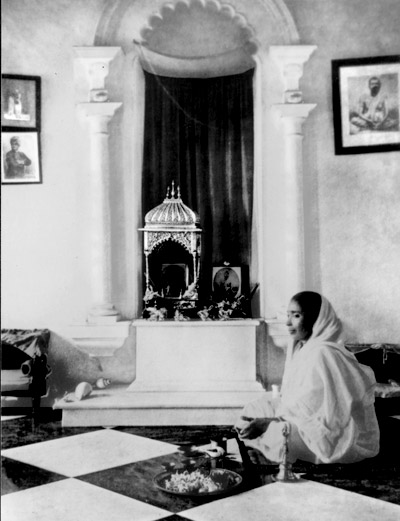
Sarada Devi rezando dentro de su residencia Udbodhan en Calcuta.

Después de la peregrinación, Sarada Devi vivió sola en Kamarpukur, el pueblo donde nació Ramakrishna, donde soportó la pobreza y el hambre durante un año. En 1888, cuando llegó la noticia a sus discípulos de que necesitaba ayuda, la invitaron a Calcuta. Allí Swami Saradananda le construyó una casa permanente. La casa fue llamada casa Udbodhan. La casa, también conocida como Mayerbati ('casa de la Santa Madre'), es donde pasó el periodo más largo de su vida fuera de su pueblo natal.
En la casa Udbodhan, estuvo acompañada de otros discípulos y devotos de Ramakrishna; entre los más conocidos se encontraban Golap Mi, Yogin Mi, Gopaler Mi, Lakshmi Didi y Gauri Mi. Tuvo seguidores occidentales como por ejemplo la hermana Nivedita y la hermana Devamata, que mantuvieron una intensa relación con ella. Un número creciente de personas empezaron a recibir orientación, formación e iniciación espiritual de la Santa Madre. Swami Nikhilananda, su discípulo directo escribe: "Aunque no tenía hijos de carne,  tenía muchos de espíritu". Consideró a todos sus discípulos como sus propios hijos.
Ramakrishna había pedido que Sarada Devi continuara su misión después de su muerte y que sus discípulos no quisieran distinguir entre él y ella. Según sus devotos y los biógrafos tradicionales, la hospitalidad de Sarada Devi era única y se caracterizaba por la acogida maternal. Explican las experiencias místicas de sus devotos que algunos soñaban con ella como una diosa en forma humana, aunque nunca hubieran visto su imagen. Otros recibieron su iniciación en sueños. Un ejemplo es Girish Chandra Ghosh, el padre de la dramaturgia bengalí, que vio a Sarada Devi en un sueño cuando tenía diecinueve años y recibió un mantra. Cuando la conoció años más tarde, le sorprendió encontrarse la misma persona que la del sueño.

### Últimos días

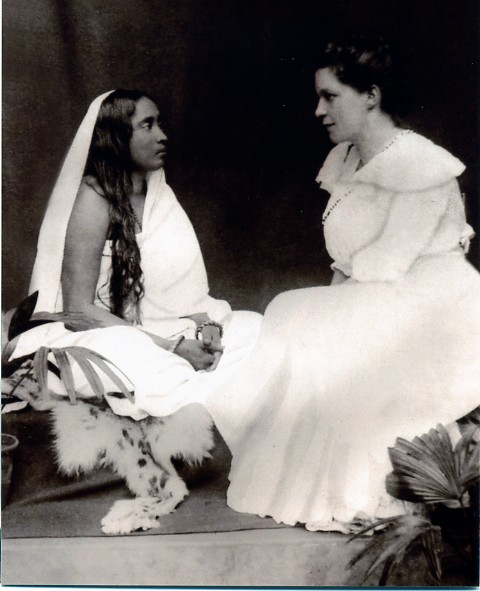
Sarada Devi con Sister Nivedita.

Sarada Devi pasó los últimos años entre Jayrambati y Calcuta. En enero de 1919, Sarada Devi fue a Jayrambati y se alojó durante más de un año. En los últimos tres meses de su estancia, su salud disminuyó seriamente. Su vitalidad se deterioró mucho y volvió a Calcuta el 27 de febrero de 1920. Durante los siguientes cinco meses continuó sufriendo. Poco antes de su muerte, dio los últimos consejos a sus devotos: "Os digo una cosa: si quieres la paz del espíritu, no busques las faltas en los otros, sino mira tus defectos. Aprende a hacer tuyo el mundo entero. Nadie es extraño, hijos míos: el mundo entero es vuestro!". Este se considera su último mensaje en el mundo. Murió a la 1:30 horas del martes 20 de julio de 1920 en Mayer Badi (en el primer piso de la sala del santuario), Calcuta. Su cuerpo se incineró en el Belur Math, donde se ha ubicado después un templo.

## Impacto
Sarada Devi tuvo un papel importante como líder y asesora en la nueva organización que más tarde se convirtió en una orden monástica dedicada al trabajo social: la Misión Ramakrishna y la Ramakrishna Math. Gayatri Spivak escribe que Sarada Devi "ejerció su papel con tacto y sabiduría, siempre permaneciendo en un segundo plano".
Swami Nikhilananda, que luchaba por la libertad y era seguidor de Mahatma Gandhi, aceptó a Sarada Devi como su gurú y se unió a la orden Ramakrishna fundando el Centro Ramakrishna-Vivekananda en Nueva York.
A pesar de que no recibió educación formal, Sarada Devi abogó por la educación de las mujeres. Confió a Devamata la implementación de su sueño: una escuela para niñas en el Ganges, donde las alumnas orientales y occidentales podían estudiar juntas. En el año 1954, se fundó en honor a Sara Devi la orden monástica para mujeres Misión Sri Sarada Math.
Swami Vivekananda le escribió una carta para pedirle su opinión sobre su intención de asistir al Parlamento Mundial de Religiones en Chicago. Solo después de recibir la bendición de ella, decidió ir a América.